# Schloss Harth

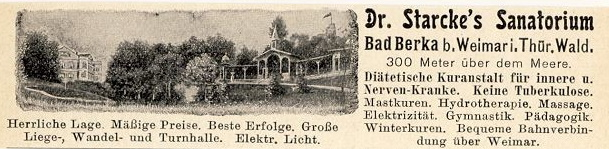
Anzeige, ca. 1905

Schloss Harth bezeichnet kein Schloss, sondern das denkmalgeschützte Gebäude eines ehemaligen Sanatoriums in Bad Berka, Heinrich-Heine-Allee 2–4. Es wurde 1905 eröffnet und mit Unterbrechungen bis 1990 für klinisch-medizinische Zwecke genutzt. Seit 1997 dient es der Lehrerfortbildung des Freistaates Thüringen.

## Geschichte

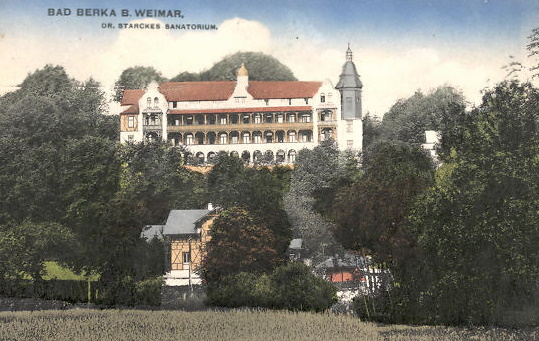
Die Gesamtanlage

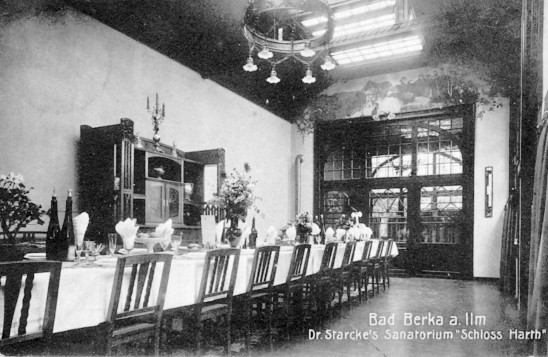
Speisesaal

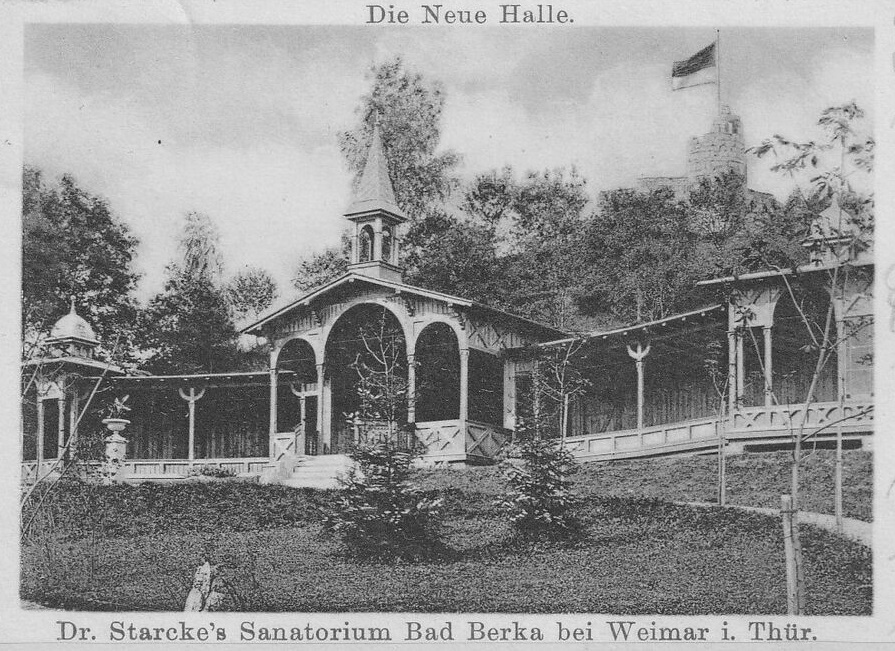
Die Neue Halle

### Gründung und Nutzung als Sanatorium bis 1934
1899 gründete der Arzt Dr. Franz Starcke eine kleine Kuranstalt in der „Villa Americana“ am Südhang des Harth nahe am Bahnhof westlich von Bad Berka. Es war spezialisiert auf die Behandlung von Nerven-, Herz-, Gefäß- und inneren Krankheiten. Der große Erfolg der Anlage ermutigte ihn, kurze Zeit später in der Nähe einen repräsentativen Neubau zu errichten, der alle Erfordernisse eines zur damaligen Zeit modernen Sanatoriums erfüllte. Er wurde im Juli 1905 eröffnet und nach seinem Standort „Schloss Harth“ genannt. Das viergeschossige, langgestreckte Gebäude hatte einen hohen Sockel aus Sandsteinquadern, dem eine große Terrasse vorgelagert war. Jedem Zimmer war eine Loggia, unten mit Säulen und Rundbögen, darüber in zwei Etagen in Fachwerkkonstruktion, vorgesetzt. Links und rechts gab es geschwungene Zwerchgiebel mit vorgehängten Fachwerkerkern. Starcke sah es als „Gesundungsheim im besten Sinne des Wortes“ und ließ daher über dem Hauptportal die Inschrift anbringen: „Mens sana in corpore sano – Gesunder Geist in gesundem Körper“. Vor dem Ersten Weltkrieg gehörte das Haus zu den vornehmsten und teuersten im Ort. Zu seinen Gästen gehörte u. a. auch 1911 der damals 18-jährige Rudolf Ditzen, der dort acht Wochen verbringen musste, das Haus in einem Brief „Satanorium“ nannte und später unter seinem Künstlernamen Hans Fallada weltberühmt wurde. Nach dem Ersten Weltkrieg verkaufte Starcke das Haus an die Norddeutsche Knappschafts-Pensionskasse in Halle, die das Haus für breite Bevölkerungsschichten, vornehmlich Männer mit Herzkrankheiten, Magen- und Darmleiden und zudem nun auch Asthma- und Lungenkranke, öffnete und mehrere Nebengebäude errichten ließ.

### Umnutzungen in der NS-Zeit und während des Zweiten Weltkrieges
Nach der nationalsozialistischen Machtergreifung wurde 1934 in den Gebäuden eine Gebiets- und Staatsführerschule untergebracht. Im ehemaligen Sanatorium fanden nun Lehrgänge für Führer der Hitlerjugend als Bannführer, Jungbannführer, Gauführer, Untergauführer und Führerinnen statt. Leiter war u. a. der Sportfunktionär Gert Abelbeck. Ab 1938 waren auch ständig Offiziere der Wehrmacht anwesend.
Während des Zweiten Weltkriegs wurde Schloss Harth wieder klinisch genutzt, und zwar als Lazarett zunächst für die Wehrmacht, ab April 1945 durch amerikanische Soldaten und ab Juli bis Ende 1945 durch sowjetische Soldaten. Danach dienten das Haus kurz zur Aufnahme von Evakuierten und Flüchtlingen und später als Landesparteischule der KPD bzw. SED.

### Zuordnung zur Sophienheilstätte und späterer Zentralklinik

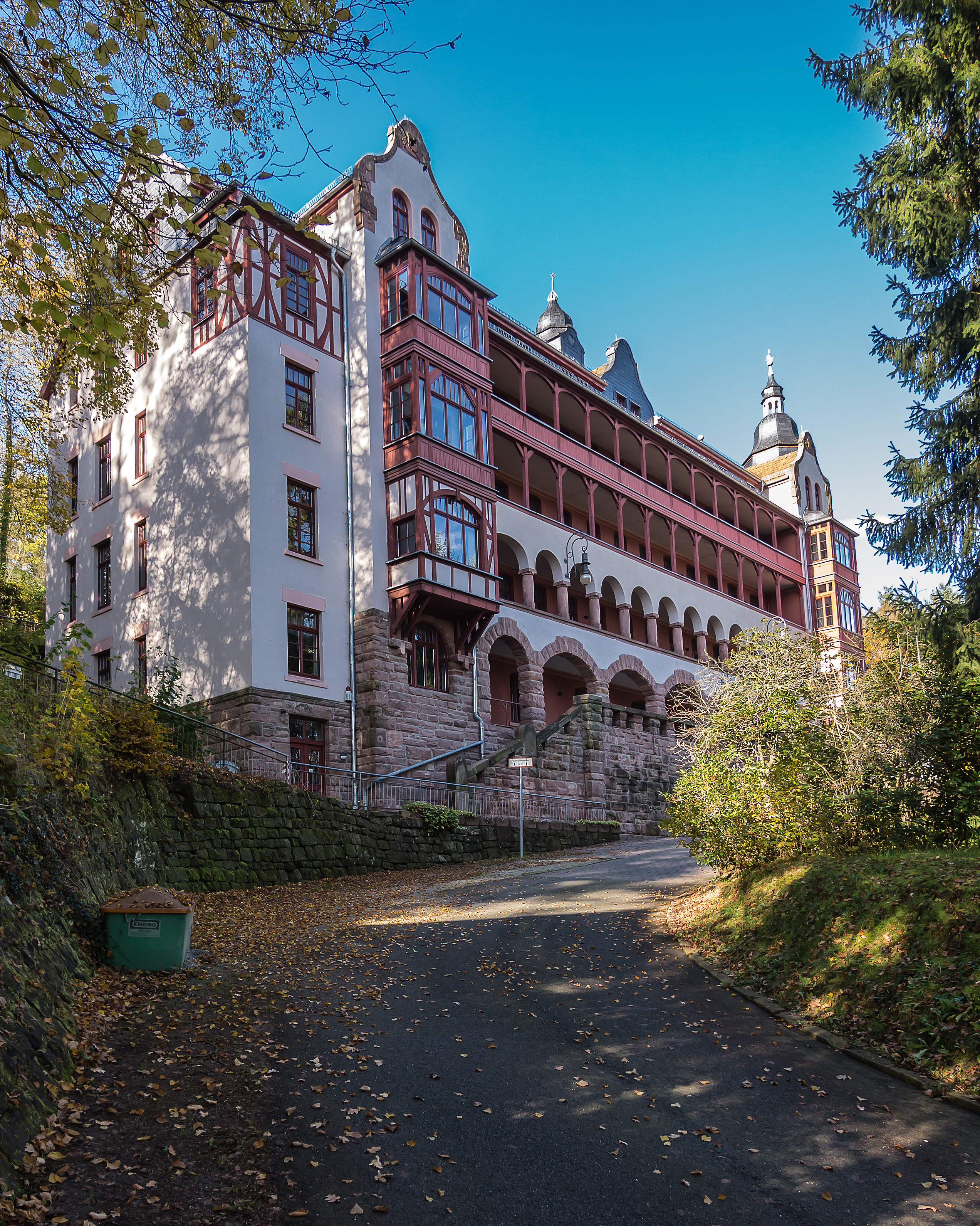
Das Gebäude nach Sanierung (2014)

Ende 1948/1949 wurden die Gebäude der Sophienheilstätte bei Bad Berka als Abteilung II zugeordnet. Es erfolgten Umbaumaßnahmen für einen erneuten klinischen Betrieb. Am 14. Juni 1949 wurden die ersten Siliko-Tuberkulose-Patienten aufgenommen. Der Chefarzt dieser Abteilung, Dr. Niegsch, wohnte nebenan in der „Villa Americana“. Nach Fertigstellung der Zentralklinik Bad Berka 1957 wurden auf Schloss Harth noch bis 1969 Siliko-Tuberkulose-Patienten betreut. Ende des Jahres 1969 richtete die Zentralklinik dort ein Rehabilitations- und Umschulungszentrum ein. 1974 erhielt das Bad Berkaer Rehabilitationszentrum als erstes in der DDR den Status einer Medizinischen Fachschule für Körperbehinderte und Hörgeschädigte.

### Institut für Lehrerfortbildung nach 1994
Nach der Wende 1989/90 wurde die klinische Nutzung des Hauses endgültig aufgegeben. 1994 erfolgte ein Kabinettsbeschluss der Thüringer Landesregierung, dort das Thüringer Institut für Lehrerfortbildung, Lehrplanentwicklung und Medien (ThILLM) unterzubringen. Hierzu erfolgten ab 1995 umfangreichen Sanierungs- und Rekonstruktionsmaßnahmen, bevor das Institut 1997 dort schließlich einzog.